# Reisseckbahn
De Reisseckbahn was een bergspoortraject dat bezoekers vanuit het Karintische Mölltal naar de Reisseck-groep (gebergte, onderdeel van de Hohe Tauern) brengt. Het bestond uit de Reisseck-Standseilbahn en de Reisseck-Höhenbahn. De Reisseck-Standseilbahn was een kabelspoorweg die de bezoekers omhoog brengt. De Reisseck-Höhenbahn was een trein die de bezoekers (zo goed als) horizontaal transporteert.

## Algemeen
De Standseilbahn bestond uit drie gedeelten en had een totale lengte van ongeveer 3500 meter, waarbij het traject een hoogteverschil van 1517 meter overwon.
De Reisseckbahn was vroeger gebouwd om goederen de berg omhoog te brengen. Deze goederen waren nodig voor de bouw van de 'Kraftwerksgruppe Reisseck-Kreuzeck', een complex van stuwmeren, leidingen en waterkrachtcentrales in de bergen rondom het Mölltal.
De Reisseck-Höhenbahn werd in 2014 gesloten, de Reisseck-Standseilbahn in 2016. Beide spoorwegen werden erna ontmanteld. 

## Kreuzeckbahn
In hetzelfde dorp ligt ook de Kreuzeckbahn, dit is een soortgelijke trein die om dezelfde reden gebouwd is.